# Parisersalonen
Parisersalonen (fransk: Salon de Paris) var en årlig kunstudstilling i Paris organiseret af Académie des Beaux-Arts. I de ca. hundrede år fra 1784 til 1890 var Parisersalonen den største kunstbegivenhed i verden. Men der opstod konkurrerende udbryderudstillinger, og Parisersalonen skiftede navn.

## Historie
Parisersalonen opstod i 1667 på initiativ af Ludvig XIV for at udstille hoffets kunstneriske smag. Fra 1725 blev udstillingen vist på Louvre; den fik sit officielle navn Salon de Paris – Parisersalonen. Igennem 1700- og 1800-tallet blev Parisersalonen den fremmeste autoritet for kunstnere i hele Europa, og det var en stor ære og et vigtigt karriereskridt at udstille her.
I løbet af 1800-tallet fik Parisersalonen ry for en konservativ og akademisk smag og blev kritiseret af stadig flere kunstnere. Både de franske realister og impressionister blev oftest afvist af juryen. Det resulterede i at de i 1863 oprettede deres egen udstilling Salon des Refusés, De afvistes salon. Det er nok avantgardekunstens fødsel. Her udstillede Édouard Manet og Paul Cézanne deres billeder.
I 1903 fik Parisersalonen konservative ry en anden større gruppe kunstnere anført af Pierre-Auguste Renoir og Auguste Rodin til at åbne deres egen uafhængige efterårsudstilling Salon d'Automne.